# NGC 4947
NGC 4947 (również IC 3974 lub PGC 45269) – galaktyka spiralna z poprzeczką (SBb), znajdująca się w gwiazdozbiorze Centaura. Odkrył ją John Herschel 1 maja 1834 roku.